# Amagerbanen
Amagerbanen (AB) var et dansk jernbane- og busselskab, der drev en jernbane mellem Amagerbro i København og Dragør. Jernbanen blev oprettet i 1907, mens busserne kom til i 1930. I 1974 indgik busserne i Hovedstadsområdets Trafikselskab, mens banen blev overtaget af DSB i 1975. I 1991 ophørte den sidste egentlige jernbanetrafik på Amagerbanens strækning.
Københavns Metros Østamagerbanen, der er anlagt på en lang del af Amagerbanens strækning, åbnede 28. september 2007.

## Historie
Den første tanke om jernbane på Amager opstod i 1866. Efter flere forslag, der ikke blev til noget, blev der i 1903-04 tegnet aktier i Aktieselskabet Amagerbanen, som 10. juli 1905 fik eneretsbevilling til anlæg og drift af banen i henhold til lov af 1. april 1905. Projektet vedrørte i første omgang kun en bane til Maglebylille, fordi Dragør Kommune ikke ville give tilskud til banen, men efter kraftige protester fra beboerne ændrede kommunalbestyrelsen holdning, så Dragør blev endestation. Ekspropriationerne foregik i 1906, og driften startede 17. juli 1907.
Amagerbanen fik mulighed for at udveksle godsvogne med DSB. En gren af Københavns havnebane gik fra Københavns Godsbanegård via Kalvebod Brygge og Langebro til Islands Brygge. Herfra udgik lidt nord for den nuværende Reykjavikgade et sidespor til Amagerbanens endestation ved Amagerbrogade. Senere dannede Amagerbanen selv forbindelse til en anden gren af Københavns havnebane, nemlig sporet til oliehavnen på Prøvestenen, som grenede fra Amagerbanen nord for Prags Boulevard. Amagerbanen gik gennem hastigt voksende industrikvarterer, hvor der blev anlagt mange sidespor. 
Amagerbanen fik øgenavnene ”Latrinbanen” og ”Lortebanen”, fordi den transporterede latrin fra hovedstadens natrenovation. Hestevogne med tønder indsamlede i nattens løb byens latrin og bragte den til to opsamlingssteder ved Lersøen på Nørrebro og ved Amagerbanens godsstation. Herfra blev latrinen på lette godsvogne, hver med tre fastspændte træbeholdere, transporteret til landstationerne Tømmerup og Store Magleby, hvor den blev kørt ud til de omkringliggende gårde og gartnerier og blev brugt som gødning. I 1930 blev 242 vognladninger kørt ud til de to stationer. Der var stor efterspørgsel efter latrinen til den intensive kåldyrkning på Amager, ikke mindst under 2. verdenskrig, hvor man ikke kunne få kunstgødning.
Amagerbanens trafikmængde kulminerede omkring 1920. Derefter faldt især persontrafikken, selvom banen i 1923 som en af landets første privatbaner anskaffede en motorvogn, der medførte flere afgange. I 1921 startede Amagerbanen en buslinje mellem Kastrup og Sundby. I 1930 overtog banen samtlige bilruter på Amager og oprettede en ny rute mellem Sundby og Dragør. Samtidig blev antallet af persontog halveret, så de fortrinsvis kørte i myldretiden.
Banen indstillede persontrafikken 1. april 1938, hvorefter passagererne var henvist til selskabets egne buslinjer. Efter 2. verdenskrigs udbrud gjorde mangelen på benzin og bildæk busdriften besværlig, så persontrafikken på banen blev genoptaget 5. maj 1940. Men i 1939 havde man på Amagerbro Stations terræn opført boligblokken Møllelængen, som dengang var Københavns længste bygning. Derfor måtte man lade persontogene udgå fra en grusperron på godsstationen, og her blev opført en lille bygning med venterum og billetsalg. Men fra denne station var der langt til sporvognene på Amagerbrogade, så fra 1. august 1942 lod man igen banen udgå fra Amagerbrogade, hvor en tilsvarende perron var anlagt. Den lille ventebygning blev også flyttet hertil, og man benyttede DSB's spor til omløb.
Da forholdene blev normaliseret efter krigen, blev persontrafikken igen indstillet 1. september 1947, hvorefter banen fortsatte som ren godsbane. 30. april 1957 blev strækningen mellem Tømmerup og Dragør nedlagt, og 15. juni samme år fulgte strækningen mellem Kastrup og Tømmerup, da der skulle gives plads til udvidelse af Københavns Lufthavn.
Amagerbanen blev benyttet til en række scener i spillefilmen Olsen-banden på sporet, der fik premiere 26. september 1975. Kun få dage efter filmens premiere var det dog slut med tiden som selvstændigt selskab, idet Amagerbanen A/S blev overtaget af DSB 1. oktober 1975. I sommeren 1991 blev godstrafikken indstillet, og i 1995 blev banen nedlagt. Året efter blev havnebanens spor til Islands Brygge og Prøvestenen nedlagt. Svingbroen ”lille Langebro”, der førte rangertrækkene over havneløbet, var meget nedslidt og stod overfor en total renovering, hvis havnebanen skulle fortsætte.

## Strækningsdata
- Længde: 12 km
- Enkeltsporet
- Sporvidde: 1.435 mm
- Skinner: 22,45 kg/m
- Maks. hastighed: 45 km/t
- Maks. akseltryk: 14 t

## Standsningssteder
- Amagerbro station i km 0,0 – forbindelse med Københavns havnebane. Godsstation nord for Vermlandsgade med remise og værksted.
- Øresundsvej station i km 2,5 med 8 private sidespor til bl.a. maskinfabrikken Vølund, Nordiske Kabel og Trådfabriker og Sundby Gasværk.
- Engvej trinbræt i km 3,5. Ikke genåbnet efter 1938.
- Syrevej station i km 4,5 med sidespor til bl.a. Dansk Svovlsyre & Superfosfat Fabrik, Dansk Glasuld og Aktieselskabet for Kemisk Industri (AKI). Ikke anlagt fra banens start.
- Saltværksvej trinbræt i km 5,3. Hurtigt nedlagt.
- Kastrup station i km 6,1 med havnebane og hovedkontor.
- Lufthavnen trinbræt i km 6,9 1927-38.
- Tømmerup station i km 8,1. Fra 1915 sidespor til Jens Villadsens Fabrikker.
- Store Magleby station i km 10,0.
- Dragør station i km 12,0 med med enkeltsporet remise, vandtårn og drejeskive.

### Bevarede stationsbygninger
Amagerbro var som den eneste af banens stationer opført som en midlertidig bindingsværksbygning, fordi den lå i demarkationszonen, hvor der af hensyn til Københavns befæstning ikke måtte bygges grundmurede huse, men kun bygninger, der hurtigt kunne rives ned i tilfælde af krig. Forbuddet blev ophævet i 1909, og i 1915 blev der opført en lidt mindre ventesal i ét plan, også i bindingsværk. Da persontrafikken blev indstillet i 1938, blev stationsbygningen kort efter revet ned, men ventesalen blev kørt på en blokvogn til Store Magleby, hvor den siden har fungeret som bolig. I 1981 blev den renoveret og fik tilføjet en 1. sal.
- Amagerbro: Møllevej 79, Store Magleby
- Kastrup: Ved Stationen 9
- Store Magleby: Ndr. Dragørvej 10
- Dragør: Dragør Stationsplads 3-7

Øresundsvej Station lå i vejen for metrobyggeriet og blev nedtaget i 2006 til genopførelse på Frilandsmuseet. Opførelsen er dog ikke afsluttet. Syrevej Station er revet ned, og Tømmerup Station er revet ned i 1968.

## Strækninger hvor banetracéet er bevaret
Af banens tracé på 12 km er 3½ km bevaret og tilgængeligt, hvortil kommer 1½ km af havnebanen mellem Islands Brygge og Amagerbro. Mellem Vermlandsgade og Prags Boulevard er skinnerne bevaret på 1 km, hvor foreningen Amagerbanens Venner udlejer skinnecykler og en dræsine (jernbane), som er den eneste til udlejning i Danmark. Langs vejen Ved Amagerbanen har tracéet i mange år været overgroet, men nu er bevoksningen fjernet og sporet tages op, så der kan anlægges cykelsti, hvis fortsættelse allerede findes mellem Lergravsvej og Øresundsvej. På de 3½ km mellem Øresundsvej og Skøjtevej er Amagerbanens tracé ombygget og benyttes af metrostrækningen Østamagerbanen. Desuden er to korte veje anlagt på tracéet: Baneengen i Dragør og Naviair Alle i Tømmerup, hvor Tømmerup Station lå.
- Havnebanetracé øst for Ørestads Boulevard
- Havnebanetracé på vejen Svinget
- Amagerbrogade – endestationen lå th. hvor Møllelængen nu er
- Skinnerne bevaret nord for Vermlandsgade
- Langs vejen Ved Amagerbanen fjernes sporet
- Cykelsti slutter ved Øresundsvej, metro forude
- Banestien i Dragør

## Omnibusruter
Fra 1947 blev persontrafikken udelukkende varetaget af busser. Der blev indgået et samarbejde mellem Københavns Sporveje (KS) og AB, så flere af AB's buslinjer blev videreført til Rådhuspladsen. Passagerne kunne herefter blive i busserne udover Sundbyvester Plads, dog med en takstgrænse og skift af chauffør på Sundbyvester Plads. I 1966 blev et enkelt takstsystem indført, og betalingen skete nu med poletter i stedet for kontanter. 
1. oktober 1974 blev Amagerbanens bustrafik overtaget af det nyoprettede Hovedstadsområdets Trafikselskab (HT) sammen med KS og bustrafikken fra ti andre offentligt ejede eller dominerede selskaber.
En enkelt bus fra Amagerbanen (AB 1870) er opmagasineret på Sporvejsmuseet Skjoldenæsholm. Bussen er en Leyland Royal Tiger, der blev anskaffet af KS i 1958 og senere overtaget af AB.